# Lipnik
Lipnik je naselje v občini Trebnje.
Lipnik je gručasto naselje  severno od Lukovka in vzhodno od Trebnjega na istoimenski razgledni gorici (411 m). Lipniku pripadajo še zaselek Zavrh ter vinski gorici Arenberg in Ažental. Na vzhodni in zahodni strani naselja so njive, pašniki in košenice, v strmih legah nad in pod vasico vinogradi s številnimi zidanicami, v širši okolici pa je veliko mešanih gozdov. V sadovnjakih dobro uspevajo predvsem jablane, hruške, slive in češnje, ki dajejo obilne pridelke, v bližini pa je tudi več studencev: na severozahodu Pod gabrom, na jugovzhodu Špela in na severovzhodu Brstovljak.